# Attention au blob !
Série
Danger planétaire
(1958)
Pour plus de détails, voir Fiche technique et Distribution.
Attention au blob ! (Beware! The Blob) est un film américain mélangeant horreur et comédie, réalisé par Larry Hagman en 1972 comme suite de Danger planétaire.

## Synopsis
Le Blob est une masse rouge gélatineuse rapportée du Pôle Nord par un géologue avide de connaissances. À la suite d'un incident, cette petite masse d'abord innocente se transforme en une matière animée douée d'un instinct destructif qui engloutit tout sur son passage.
Minute par minute, la « chose » grossit et commence à menacer l'existence paisible d'habitants d'une petite ville américaine et, à plus large échelle, du monde entier...

## Fiche technique
- Titre : Attention au blob !
- Titre original : Beware! The Blob
- Réalisation : Larry Hagman
- Scénario : Jack Woods, Anthony Harris, Richard Clair et Jack H. Harris
- Musique : Mort Garson
- Photographie : Al Hamm
- Montage : Tony de Zarraga
- Production : Anthony Harris
- Société de production : Jack H. Harris Enterprises
- Société de distribution : Jack H. Harris Enterprises (États-Unis)
- Pays :  États-Unis
- Genre : Comédie horrifique et science-fiction
- Durée : 87 minutes
- Dates de sortie : 
  -  États-Unis : 21 juin 1972
  -  France : 26 mars 1975

## Distribution
- Robert Walker Jr. : Bobby Hartford
- Gwynne Gilford : Lisa Clark
- Richard Stahl : Edward Fazio

## Autour du film
Ce long-métrage bénéficie d'un remake en 1988, intitulé Le Blob, sous la direction de Chuck Russell, ayant notamment l'acteur Kevin Dillon (frère de Matt Dillon) en tête d'affiche.
Une nouvelle adaptation cinématographique, cette fois-ci signée Rob Zombie, devait voir le jour courant 2012, mais a finalement été abandonnée.